# Tea Ugrin
Tea Ugrin (Trieste, 12 giugno 1998) è una ginnasta slovena con cittadinanza italiana.
 È stata campionessa d'Italia nel 2013 e 2015 ed è membro della squadra nazionale di ginnastica artistica femminile dell'Italia. È tesserata presso la società Artistica '81 di Trieste.
È stata membro della nazionale junior vincitrice della medaglia d'argento ai Campionati Europei di Bruxelles 2012.
Nel 2013 è divenuta campionessa italiana assoluta, prima ginnasta di categoria junior a conquistare il titolo dopo Vanessa Ferrari nel 2005. Nel 2015 ha vinto nuovamente il titolo di campionessa italiana assoluta.

## Carriera
Tea inizia a praticare ginnastica artistica presso l'Artistica ’81 di Trieste nel 2007 ed entra subito a far parte della squadra agonistica sotto la guida dei tecnici Diego Pecar e Teresa Macrì.

### 2012: Campionati Europei di Bruxelles
Il 10 marzo partecipa alla prima tappa di Serie A1 a Bari. L'Artistica '81 si posiziona al quinto posto nella classifica a squadre (punteggio complessivo: 158,400), con otto decimi di differenza dalla prima classificata (Brixia Brescia, 166.950). Individualmente Tea esegue buoni esercizi su tutti e quattro gli attrezzi (13.750 volteggio, 13.100 parallele, 13.950 trave, 13.550 corpo libero) e arriva quinta nel concorso "virtuale" individuale.

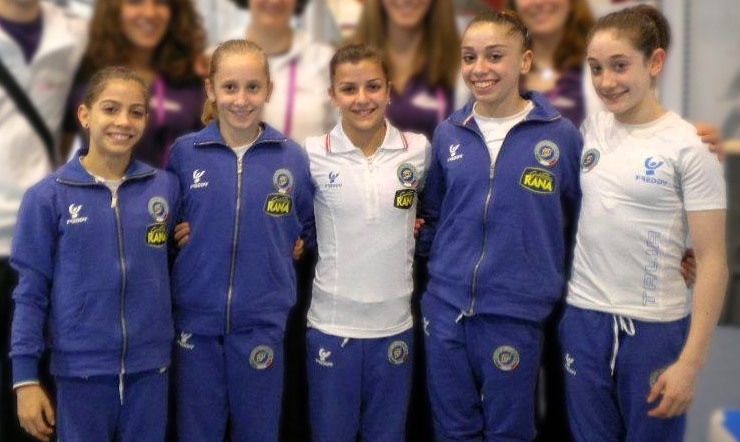
La Nazionale italiana juniores agli Europei 2012: Lara Mori, Tea Ugrin, Elisa Meneghini, Enus Mariani, Alessia Leolini.

Per la seconda tappa di A1, svoltasi a Firenze il 24 marzo, con un punteggio complessivo di 157,950 l'Artistica '81 si posiziona al terzo posto. Individualmente Tea esegue un buon corpo libero (13.500), ma l'esercizio alle parallele asimmetriche è impreciso (12.700).
L'esordio in nazionale juniores avviene al Trofeo Città di Jesolo del 31 marzo; Tea compete in tutti e quattro gli attrezzi, posizionandosi decima nella classifica generale individuale (53,150), terza tra le italiane dietro ad Enus Mariani e Lara Mori. Con buoni esercizi in tutti gli attrezzi, contribuisce al secondo posto dell'Italia, che chiude con 217.200 punti.
Il 21 aprile compete nella finale del campionato di A1, e l'Artistica '81 si classifica al quarto posto.
I buoni risultati ottenuti nelle gare nazionali le permettono di essere convocata per far parte della squadra nazionale che compete ai Campionati europei di Bruxelles dal 9 al 13 maggio. L'Italia, grazie ad un punteggio complessivo di 164.031, vince la medaglia d'argento. Tea riesce a qualificarsi per la finale alla trave, al settimo posto con 13.633 punti. Durante la finale, incrementa la sua nota di difficoltà e riesce a posizionarsi al quarto posto dietro alla compagna Elisa Meneghini (14.233), con differenza di solo un decimo di punteggio (14.133).

### 2013: Campionati Assoluti, Festival Olimpico della Gioventù Europea
Nell'ultimo anno da junior, partecipa al Trofeo Città di Jesolo, un quadrangolare con Stati Uniti, Svizzera e Giappone. Con dei buoni esercizi (13.650 volteggio, 13.250 parallele, 13.700 trave, 13.650 corpo libero) ottiene il quarto posto nella classifica individuale, dietro a Bailie Key, Enus Mariani e Amelia Hundley. Questi punteggi le permettono di vincere l'oro con la squadra italiana (219.450) che stacca di 10 punti la seconda classificata.
Il 25 e 26 maggio compete ai Campionati Assoluti di Ancona. Grazie a dei buoni esercizi in tutti e quattro gli attrezzi, con 56.300 punti, diventa campionessa nazionale, 16 anni dopo l'ultima vittoria di un'atleta della Artistica '81, Martina Bremini. Si qualifica per le finali di trave (14,350 punti), corpo libero (14.200 punti) e parallele asimmetriche (13.850 punti). Nelle finali di specialità ottiene la vittoria al corpo libero (14.150), ed un bronzo alla trave (13.100).

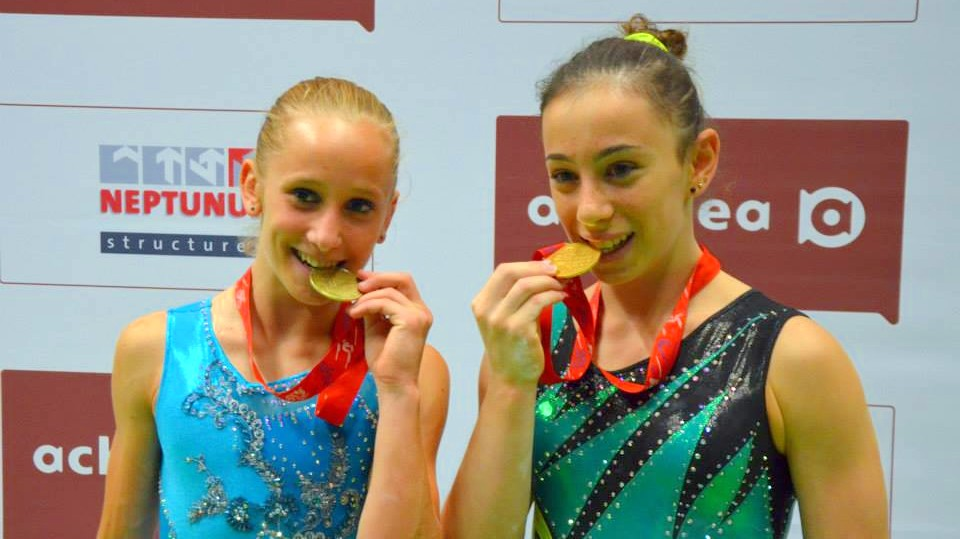
Tea Ugrin e Martina Rizzelli con le medaglie conquistate agli EYOF 2013.

Nel mese di luglio viene convocata, insieme a Lara Mori e Martina Rizzelli, a far parte della squadra nazionale per gli EYOF di Utrecht 2013. Il 17 luglio si tiene la finale a squadre: con una gara non delle migliori, la squadra italiana chiude quinta. Tea conquista comunque la qualifica per la finale individuale e per le finali a corpo libero e parallele: 18 luglio gareggia nella finale individuale, che chiude al decimo piazzamento. Il 19 luglio ottiene un bronzo alle parallele,con un punteggio di 13.700,e un settimo posto al corpo libero (13.200).

### 2014
L'8 febbraio partecipa alla prima gara della stagione di Serie A1 con la Artistica '81, realizzando una gara non eccellente: ottiene 14,050 al volteggio, ma negli altri attrezzi fa alcun cadute (parallele: 12,550; trave: 12,900; corpo libero: 11,950).
A fine stagione si sottopone ad un intervento chirurgico ortopedico di limatura di un osteofita all'astragalo: lo stop previsto è di 5 mesi, impedendole così di partecipare ai campionati italiani assoluti.

### 2015: Campionati Assoluti, Campionati Mondiali di Glasgow
Nel 2015 dopo l'intervento, partecipa a i campionati italiani assoluti a torino.
Alla fine della gara diventa campionessa italiana assoluta.
Tea insieme alle compagne Erika Fasana, Vanessa Ferrari, Carlotta Ferlito, Elisa Meneghini, Lara Mori e Enus Mariani viene convocata per prendere parte ai Campionati mondiali di ginnastica artistica 2015. Compete su tutti e quattro gli attrezzi ottenendo: 14.066 a volteggio, 13.733 a trave, 13.700 a parallele e 13.800 a corpo libero. Alla fine del turno di qualificazione, la squadra si classifica quinta con un punteggio di 224.452, ottenendo così la qualificazione olimpica per Rio 2016. Nella finale a squadre sale su un attrezzo soltanto, parallele, ottenendo un punteggio di 13.800. Alla fine della gara la nazionale italiana conclude in quinta posizione con 167,597 punti. Inoltre Tea, con la connazionale Carlotta Ferlito, partecipa alla finale all around; conclude in quattordicesima posizione con un punteggio di 55.565, ottenuto da: corpo libero 12.733, trave 13.766, parallele 14.000 e volteggio 14,066.

### 2016
Il 13 marzo, a Rimini, prende parte alla prima tappa di Serie A1 con l'Artistica '81, gareggiando soltanto su due attrezzi: parallele con un punteggio di 12,450 e trave ottenendo 13,950. Conclude la tappa assieme alla squadra aggiudicandosi il quinti posto.                                                                                                                                                        Durante la seconda tappa di Serie A1, che si è svolta a Ancona, compete su tutti e 4 gli attrezzi (corpo libero: 13,550; parallele: 14,000; trave: 14,200; volteggio: 13.950); arrivando con la sua squadra alla seconda posizione, dietro la Brixia a meno di un punto.
A causa di un infortunio è poi impossibilitata a continuare la sua rincorsa per le olimpiadi.

### 2017-2018
Ritorna alle competizioni con la Serie A per l'Artistica '81, compete nei suoi attrezzi di punta: trave e parallele asimmetriche. Nella prima tappa di serie A a Torino compete alla trave (13.100) e alle parallele (12.700). Nella seconda tappa compete nuovamente nei due attrezzi migliorando i punteggi di un decimo rispetto alla tappa precedente. Nell'ultima tappa ottiene 11.800 alla trave e 13.000 alle parallele. È poi costretta a saltare l'ultima tappa di serie A per problemi fisici. Rientra in campo gara solo a giugno 2018 nell'ultima tappa di Serie A, competendo solo alle parallele (12.900).